# 110.ª Brigada Mixta (Ejército Popular de la República)
La 110.ª Brigada Mixta fue una unidad del Ejército Popular de la República que participó en la Guerra Civil Española. Durante la mayor de la contienda estuvo desplegada en el frente del Centro, sin tener un papel relevante.

## Historial
La unidad fue creada en marzo de 1937, en El Puig, siendo formada a partir de reemplazos de la quinta de 1936. Al mes siguiente la 110.ª BM fue enviada al frente del Centro, bajo el mando del comandante de infantería Ángel Ramírez Rull. En mayo la brigada fue enviada al frente de Extremadura, en previsión de que participara en el llamado Plan «P»; regresaría al frente de Madrid una vez que la operación fue cancelada, quedando incorporada a la 15.ª División del III Cuerpo de Ejército.
Posteriormente pasaría a quedar agregada a la 13.ª División del III Cuerpo de Ejército, cubriendo el sector del río Tajuña. Durante el resto de la contienda la 110.ª Brigada Mixta permaneció inactiva, sin tomar parte en operaciones militares de relevancia. En octubre de 1938 el mando de la unidad recayó en el mayor de milicias Antonio Molina Vázquez, que sería sustituido por el mayor de milicias Juan del Águila Aguilera tras el golpe de Casado en marzo de 1939.

## Mandos
Comandantes
- Comandante de infantería Isidoro Cuerda Lázaro;
- Comandante de infantería Ángel Ramírez Rull;
- Comandante de infantería Ramón Marvá Maciá;
- Mayor de milicias Antonio Molina Vázquez;[n. 1]
- Mayor de milicias Juan del Águila Aguilera

Comisarios
- Antonio Asencio Lozano;
- Sixto Romo Mendieta,[5] de la UGT;